# 沙伊諾吉
50°12′14″N 24°33′3″E / 50.20389°N 24.55083°E
沙伊諾吉（烏克蘭語：Шайноги），是烏克蘭西部的村莊，隸屬利維夫州的舍普季茨基區。該村面積1.87平方公里，海拔高度217米，2001年人口394，人口密度每平方公里210.81人。